# Josef Seyfried
Josef Seyfried (25. září 1865 Kravaře – 15. září 1923 Kravaře) byl slezský stavitel, který působil především v Kravařích a okolí. Jeho stavby jsou vytvořeny v novogotickém stylu.

## Stavby
- 1894-1896 Kostel sv. Bartoloměje s býv. klášterem, farou a oplocením, Kravaře
- 1905-1907 bývalý klášter, dnes sídlo městského úřadu Kravaře
- 1906 Kostel svatého Jana Křtitele, Sudice
- 1907-1909 Fara v Kravařích
- 1911-1912 Kostel svatého Stanislava, Bolatice - přestavba původně barokního kostela.
- Kostel svatého Vávlava v Krzanowicích (Polsko)
- Kostel svatého Víta, Pietrowice Wielkie

## Výstavy
- Ve dnech 13. srpna až 30. září 2015 proběhla na zámku Kravaře výstava Josef Seyfried – stavitel chrámů, kterou připravil Adam Hubáček.[3]